# Diana García (Schauspielerin)

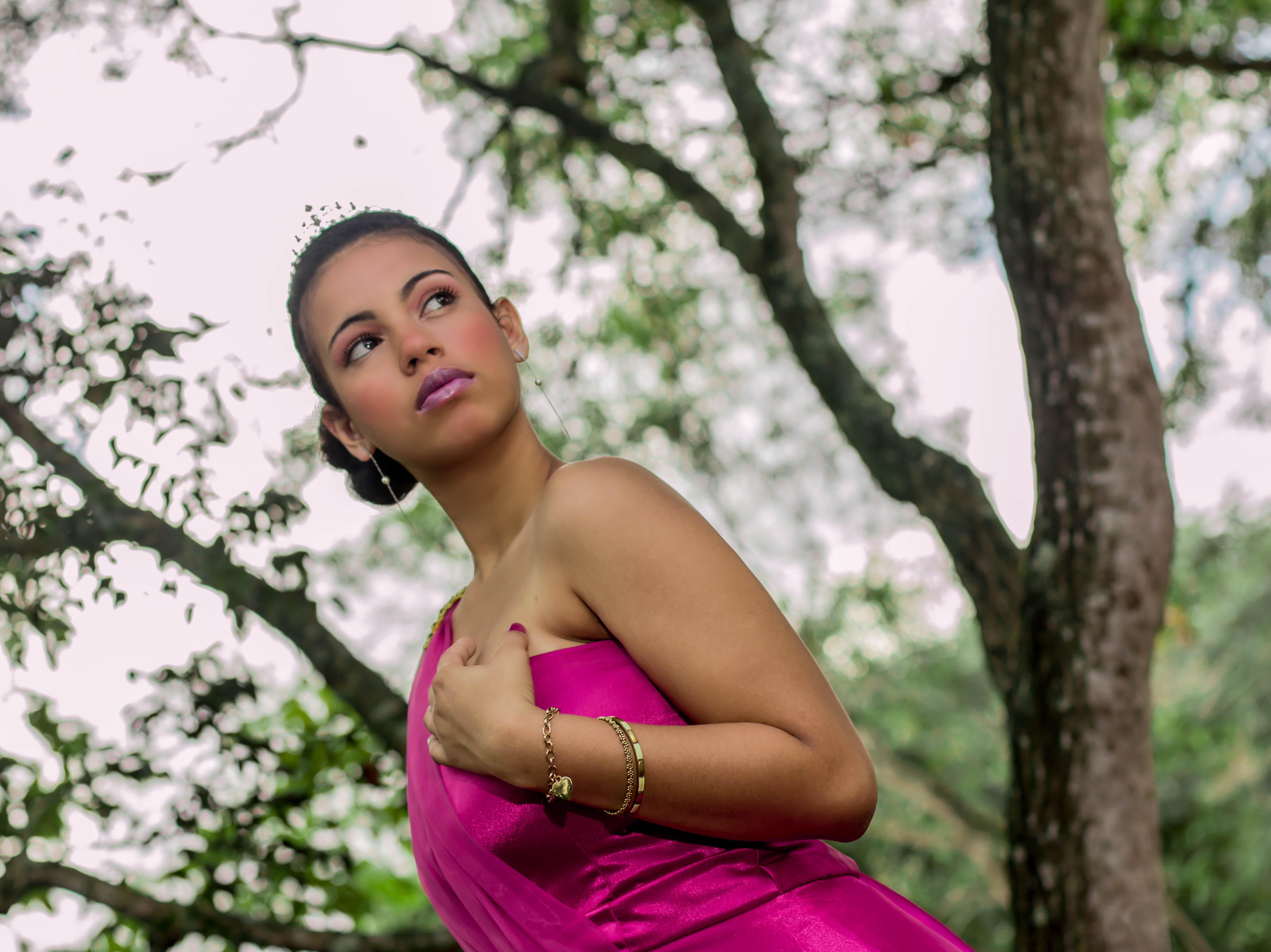
Diana Gracia (2014)

Diana Cristina García Soto (* 16. Januar 1982 in Monterrey, Nuevo León) ist eine mexikanische Schauspielerin.

## Leben
Gleich bei ihrem Filmdebüt bekleidete Diana García die weibliche Hauptrolle in dem mexikanischen Spielfilm Drama/Mex – Tu Miseria Es Mi Alegría (dt. Dein Leid ist meine Freude).
Nachdem sie in einigen weiteren Filmen, wie zum Beispiel The Air I Breathe – Die Macht des Schicksals und Sin nombre, Nebenrollen bekleidet hatte, spielte sie in dem 2009 uraufgeführten mexikanischen Liebesdrama Amar wieder die weibliche Hauptrolle.

## Filmografie (Auswahl)
- 2006: Drama/Mex – Tu Miseria Es Mi Alegría
- 2007: The Air I Breathe – Die Macht des Schicksals (The Air I Breathe)
- 2007: Volvo en un minuto (Kurzfilm)
- 2008: Casi divas
- 2009: Sin nombre
- 2009: Amar
- 2009–2011: Kdabra (Fernsehserie, 23 Episoden)
- 2010: Borrar de la memoria
- 2011: Labios rojos
- 2011: Aquí entre nos
- 2011: Guadalupe the Virgin
- 2012: Das Glück der großen Dinge (What Maisie Knew)
- 2014: sxtape